# آبراهام بوس
آبراهام بوس (انگلیسی: Abraham Bosse; حدود 1604 – ۱۴ فوریهٔ ۱۶۷۶) هنرمند قلم‌زنی و نقاشی آبرنگ اهل فرانسه بود.
وی پس از تأسیس آکادمی سلطنتی نقاشی و مجسمه‌سازی توسط جرارد دزارگ در سال ۱۶۵۱ به عضویت افتخاری آن درآمد.

## زندگی‌نامه
او از پدر و مادری هوگنو (کالوینیست) در تور، فرانسه، جایی که پدرش از آلمان نقل مکان کرده بود، به دنیا آمد. پدرش یک خیاط بود. او در سال ۱۶۳۲ در تورز با کاترین سارابات ازدواج کرد. او یک هوگنو باقی ماند و قبل از لغو فرمان نانت درگذشت، اما یا اینکه موضوعات مذهب را با سلیقه کلیسای کاتولیک نشان دهد مشکلی نداشت.

## دوران هنری
تقریباً ۱۶۰۰ حکاکی با موضوعاتی از جمله: زندگی روزمره، مذهب، ادبیات، مد، فناوری و علم به او نسبت داده شده است. بیشتر تولیدات او تصویرسازی کتاب بود، اما بسیاری از آنها نیز جداگانه فروخته می‌شدند. سبک او برگرفته از هنر هلندی و فلاندری است، اما به شدت طعم فرانسوی به آن داده شده است. . شاید بیشتر تصاویر او بیشتر به عنوان تصویرسازی در نظر گرفته شوند تا هنری.
اولین قلم زنی‌های او به سال ۱۶۲۲ برمی‌گردد و تحت تأثیر ژاک بلانژ است. پس از جلسه ای در پاریس در حدود سال ۱۶۳۰، او پیرو ژاک کالوت شد، که نوآوری‌های فنی او را در قلمزنی در کتاب معروف Traité des manières de graver en taille-douce [رساله در مورد حکاکی خطی] (۱۶۴۵)، رایج کرد.

## نگارخانه

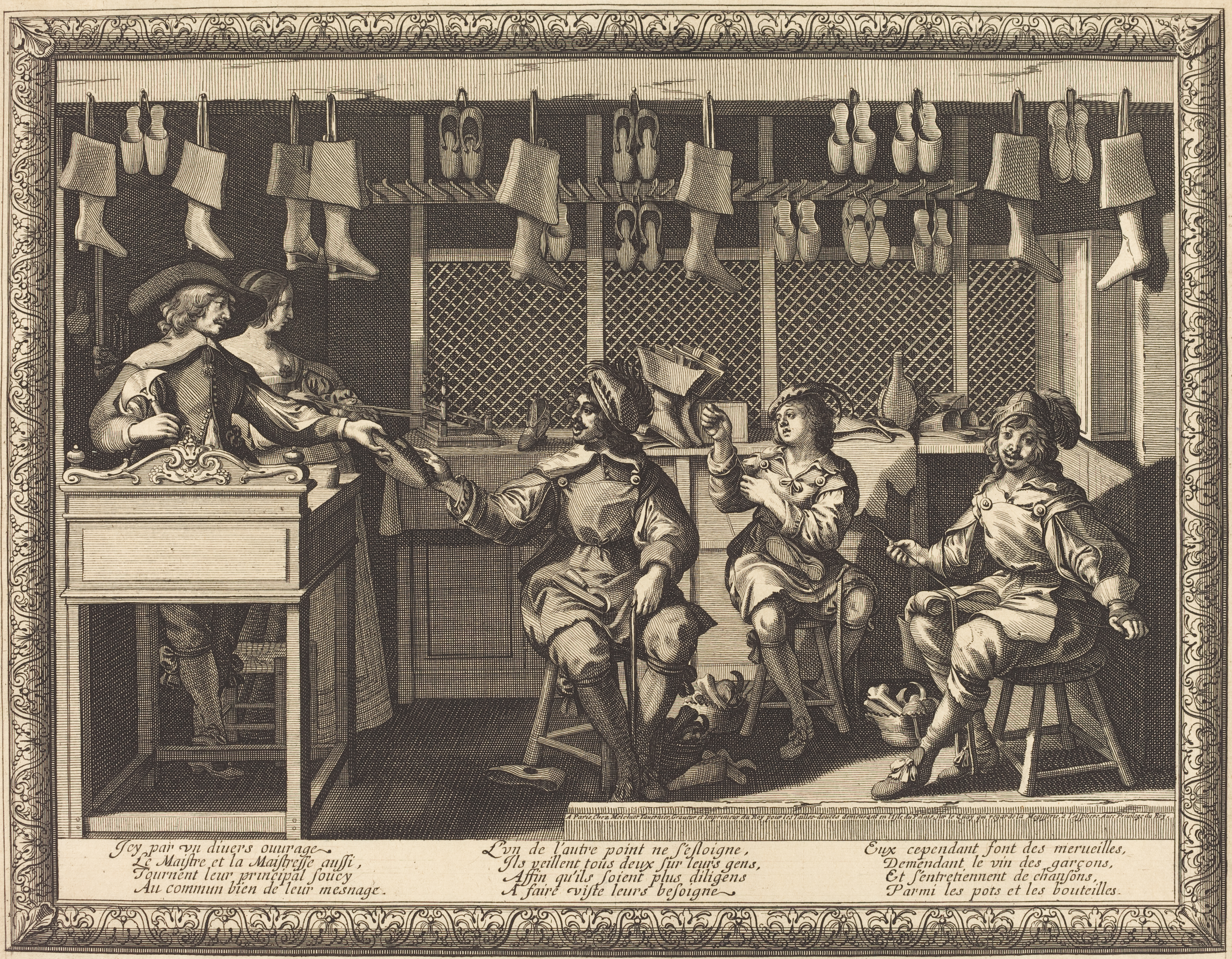
The Shoemakers, etching (نگارخانه ملی هنر (آمریکا))
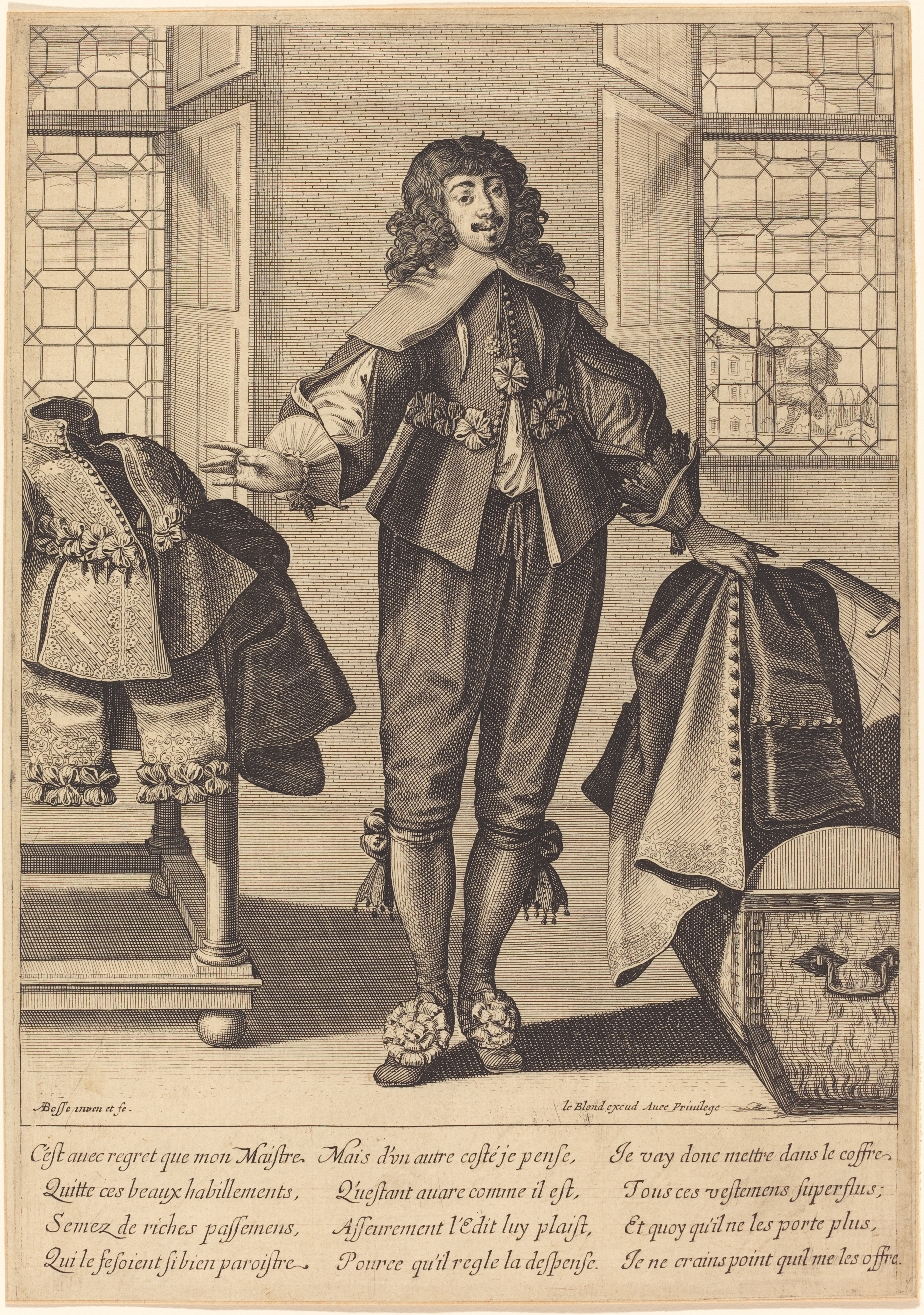
The Valet, engraving in black on laid paper, 29 x 20.4 cm (11 7/16 x 8 1/16 in.), (نگارخانه ملی هنر (آمریکا))
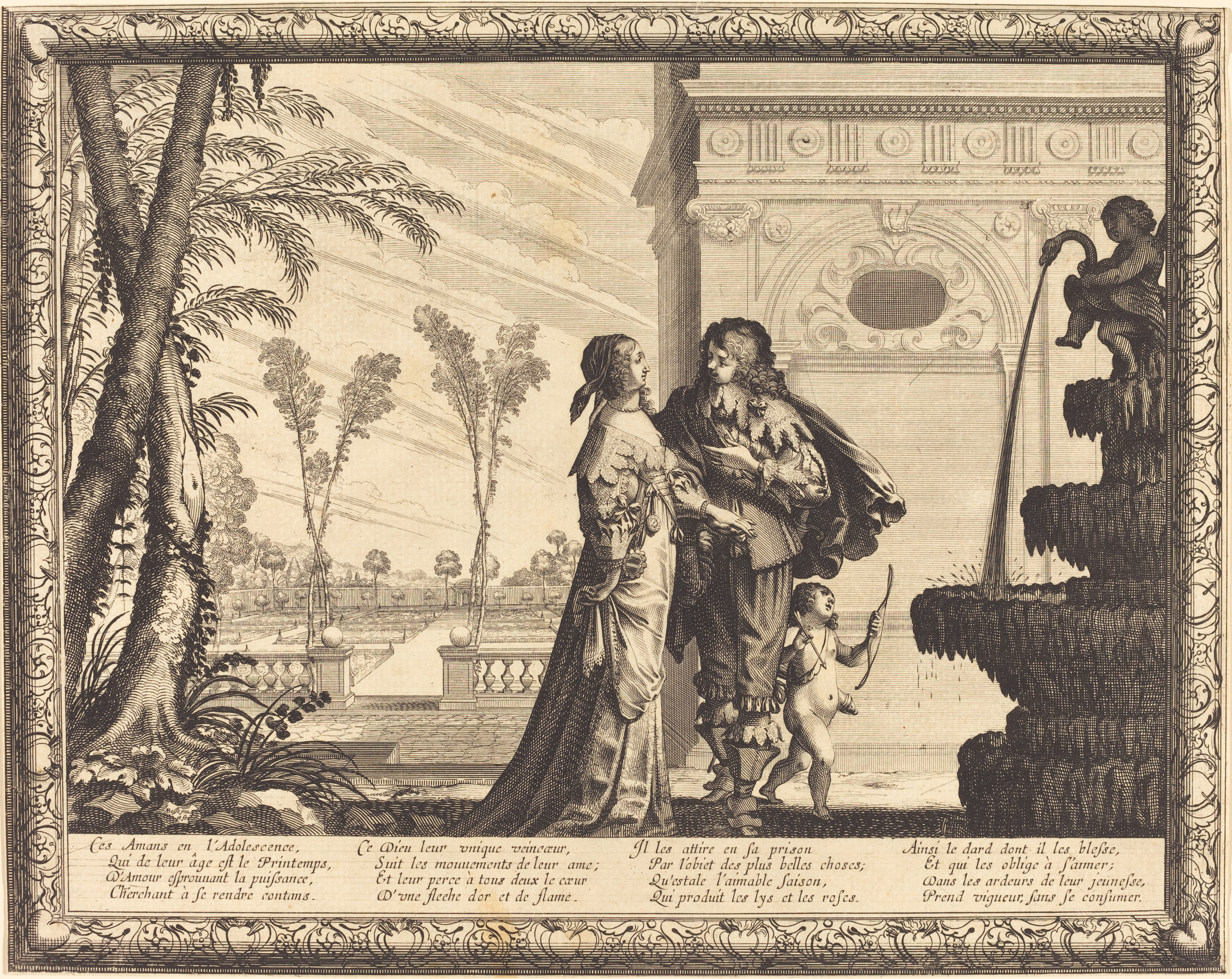
Adolescence, 1636, engraving and etching (نگارخانه ملی هنر (آمریکا))
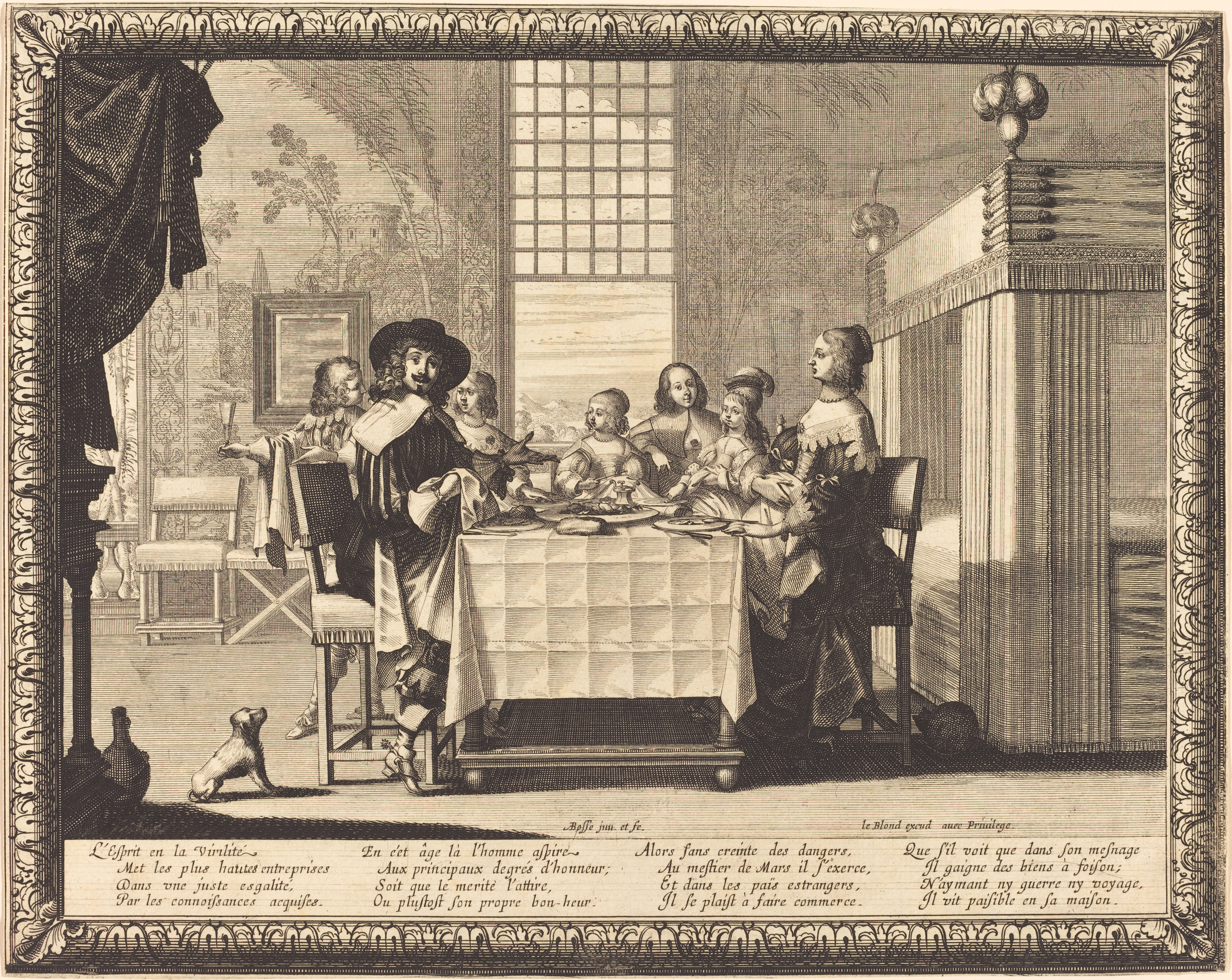
Manhood, 1636, engraving and etching (نگارخانه ملی هنر (آمریکا))
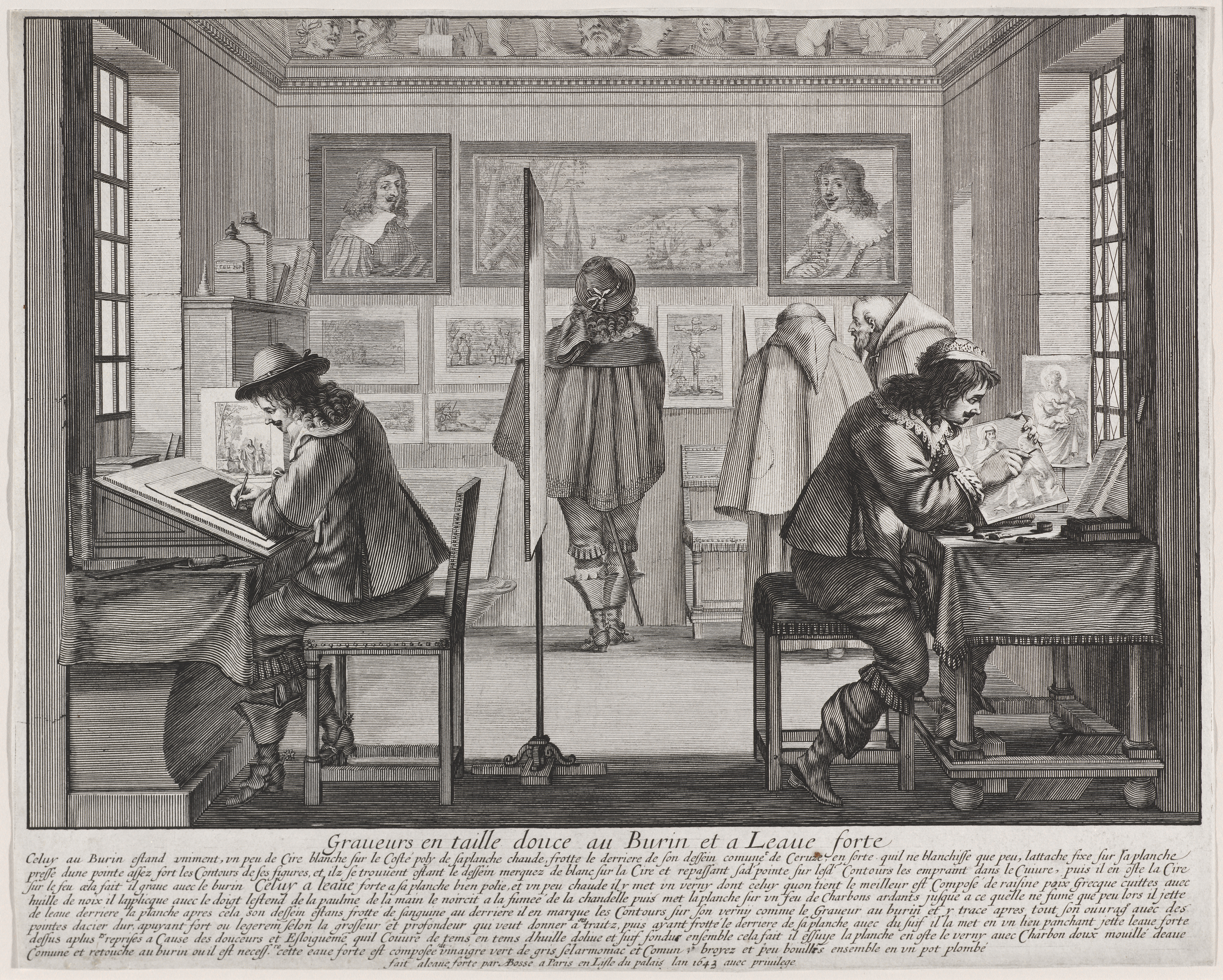
Engravers, 1642, etching (نگارخانه ملی هنر (آمریکا))
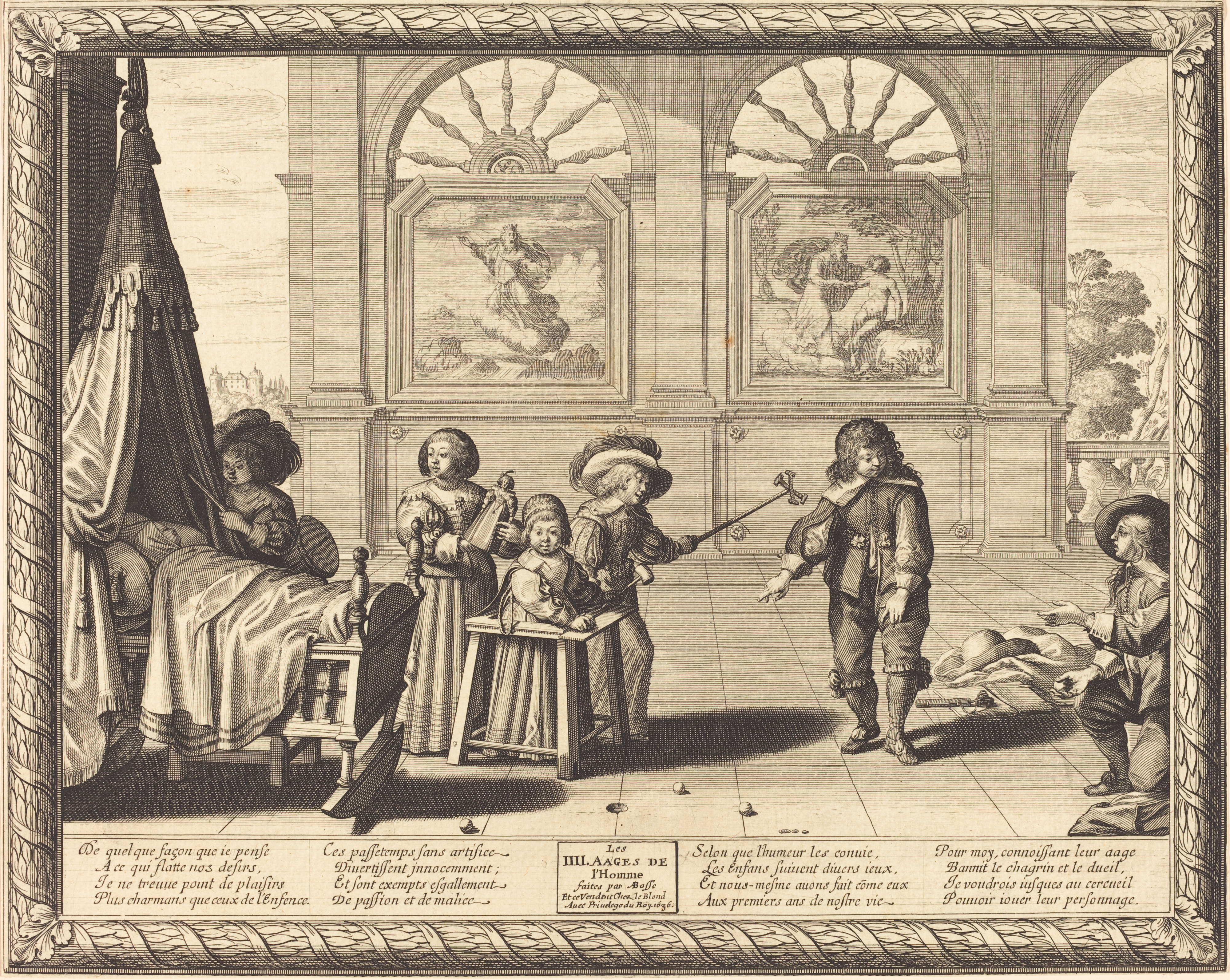
Childhood, 1636, engraving and etching (نگارخانه ملی هنر (آمریکا))
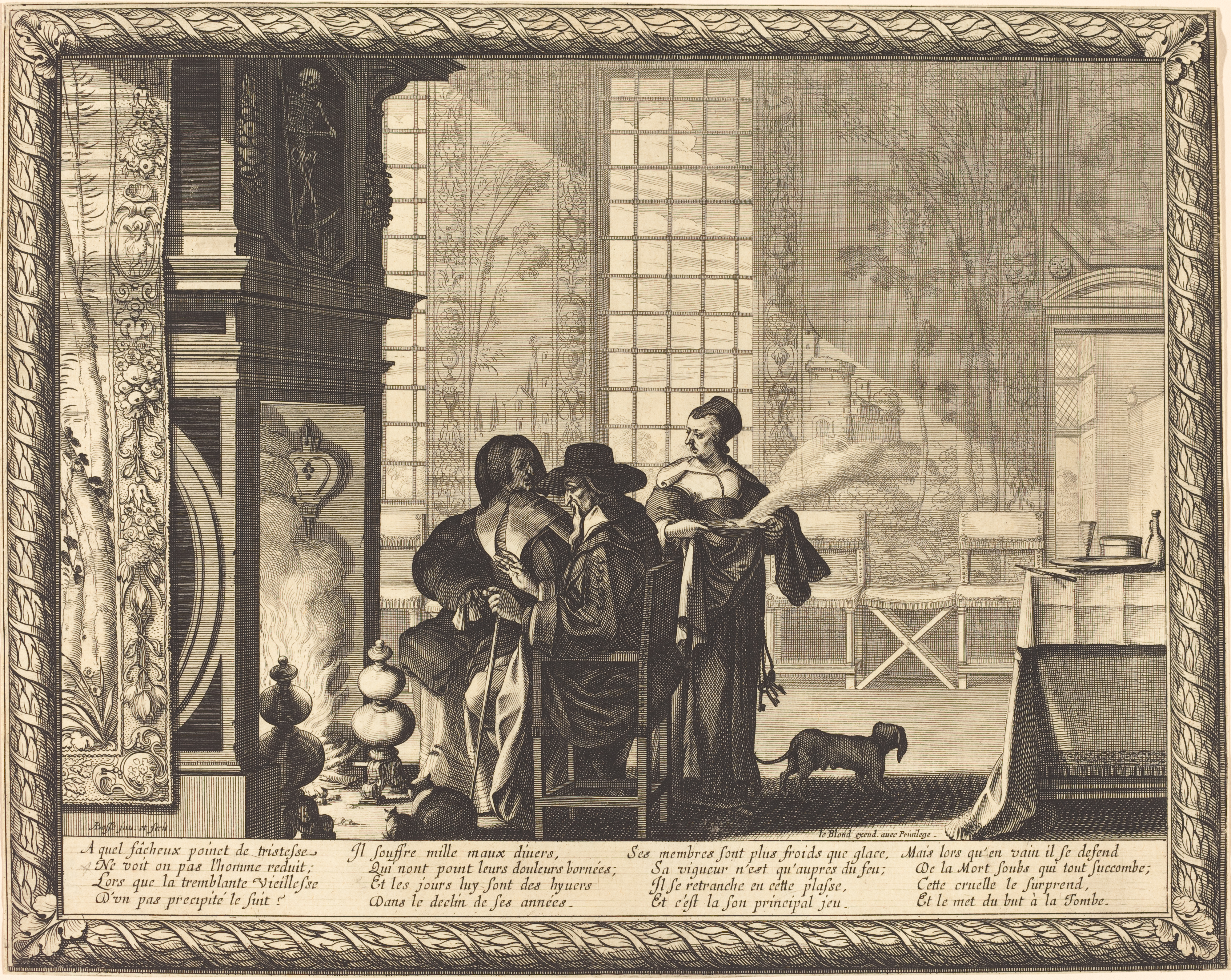
Death, 1636, engraving and etching (نگارخانه ملی هنر (آمریکا))
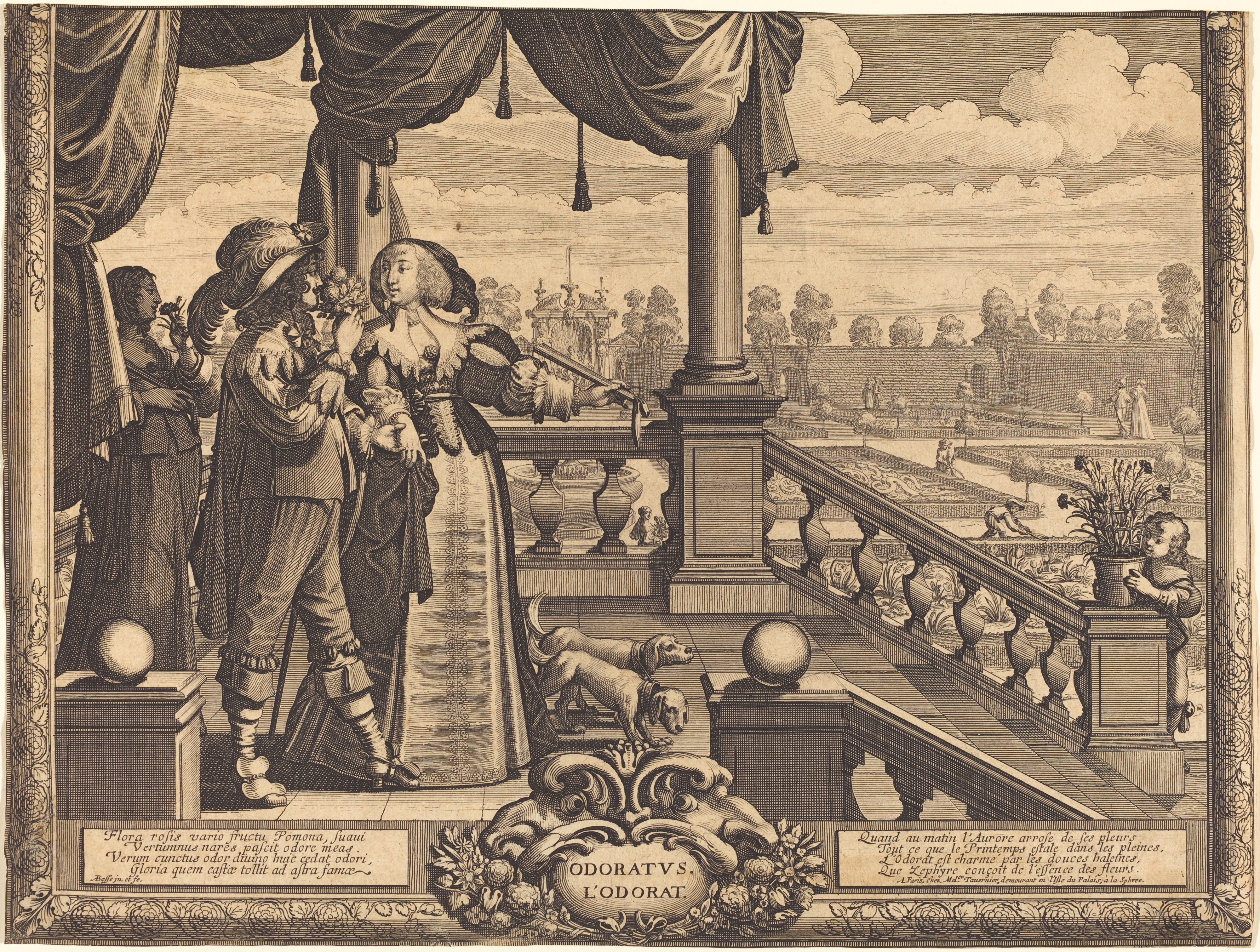
Odoratus, L'Ordorat, engraving in black on laid paper, 24 x 32 cm (9 7/16 x 12 5/8 in.) (نگارخانه ملی هنر (آمریکا))
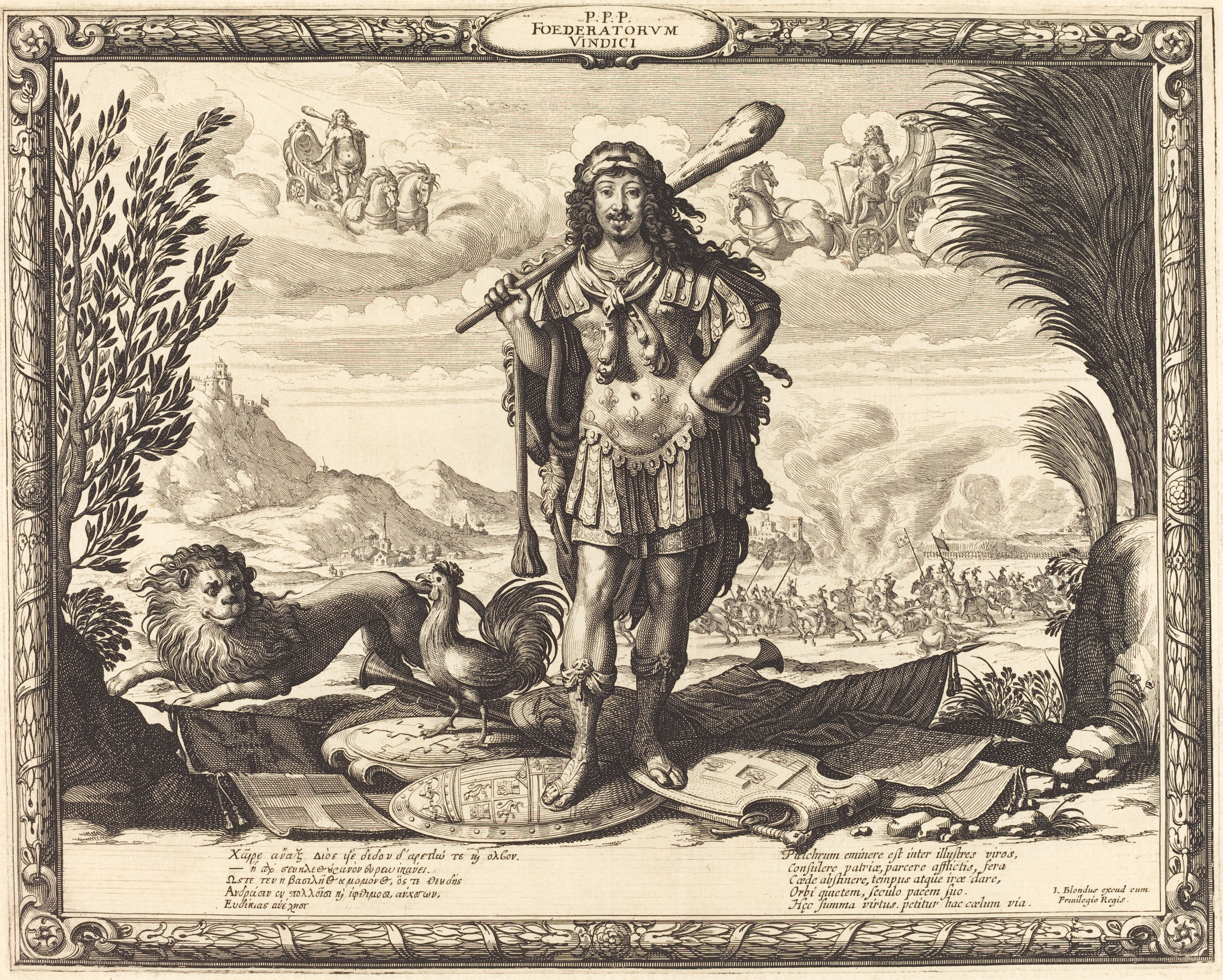
Louis XIII as Hercules, engraving and etching (نگارخانه ملی هنر (آمریکا))
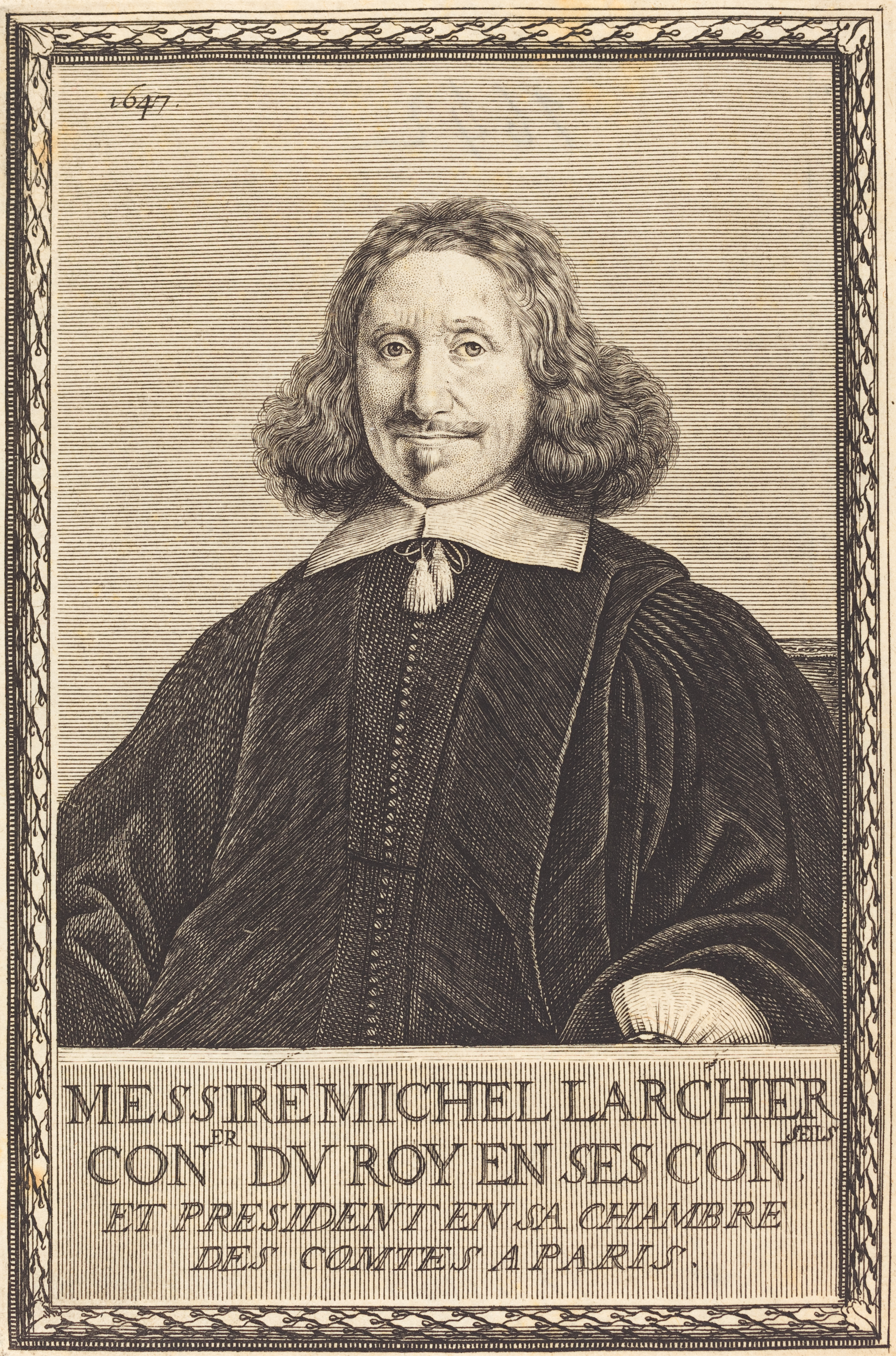
Michel Larcher, 1647, engraving (نگارخانه ملی هنر (آمریکا))
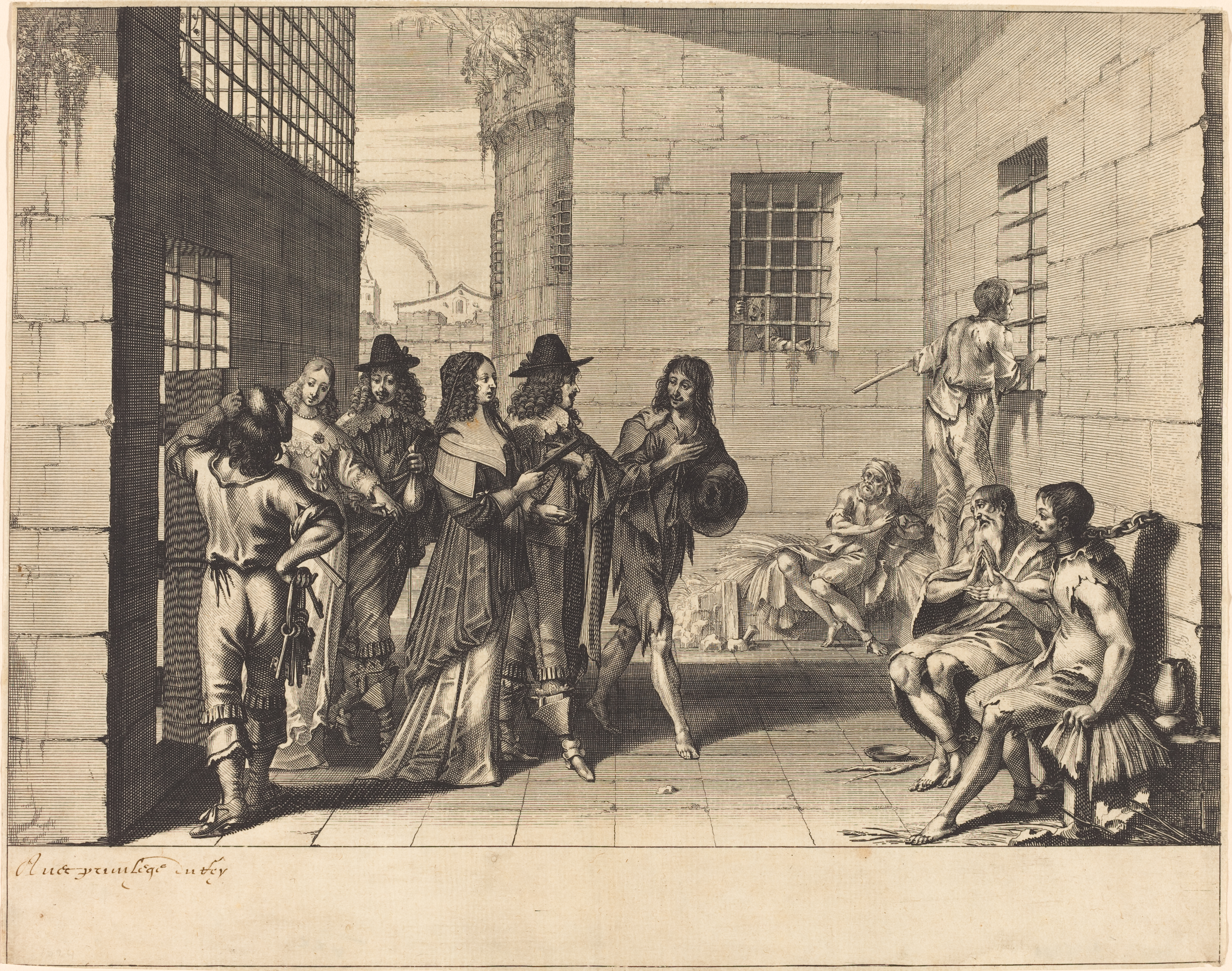
Gentry Visiting a Prison, engraving with etching, 25.4 x 32.2 cm (10 x 12 11/16 in.) (نگارخانه ملی هنر (آمریکا))
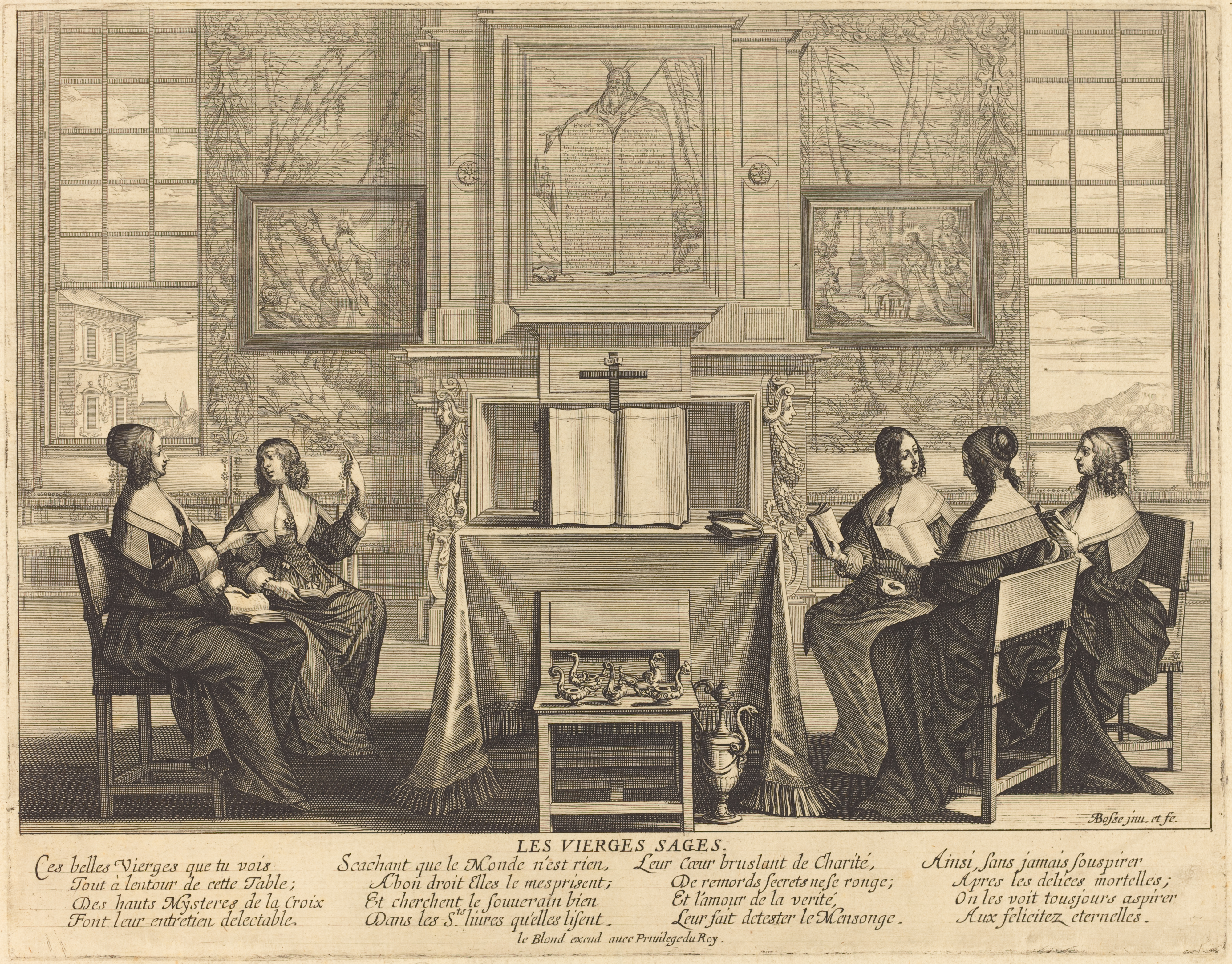
The Wise Virgins at Prayer, etching on laid paper, plate: 26 x 33 cm (10 1/4 x 13 in.) (نگارخانه ملی هنر (آمریکا))
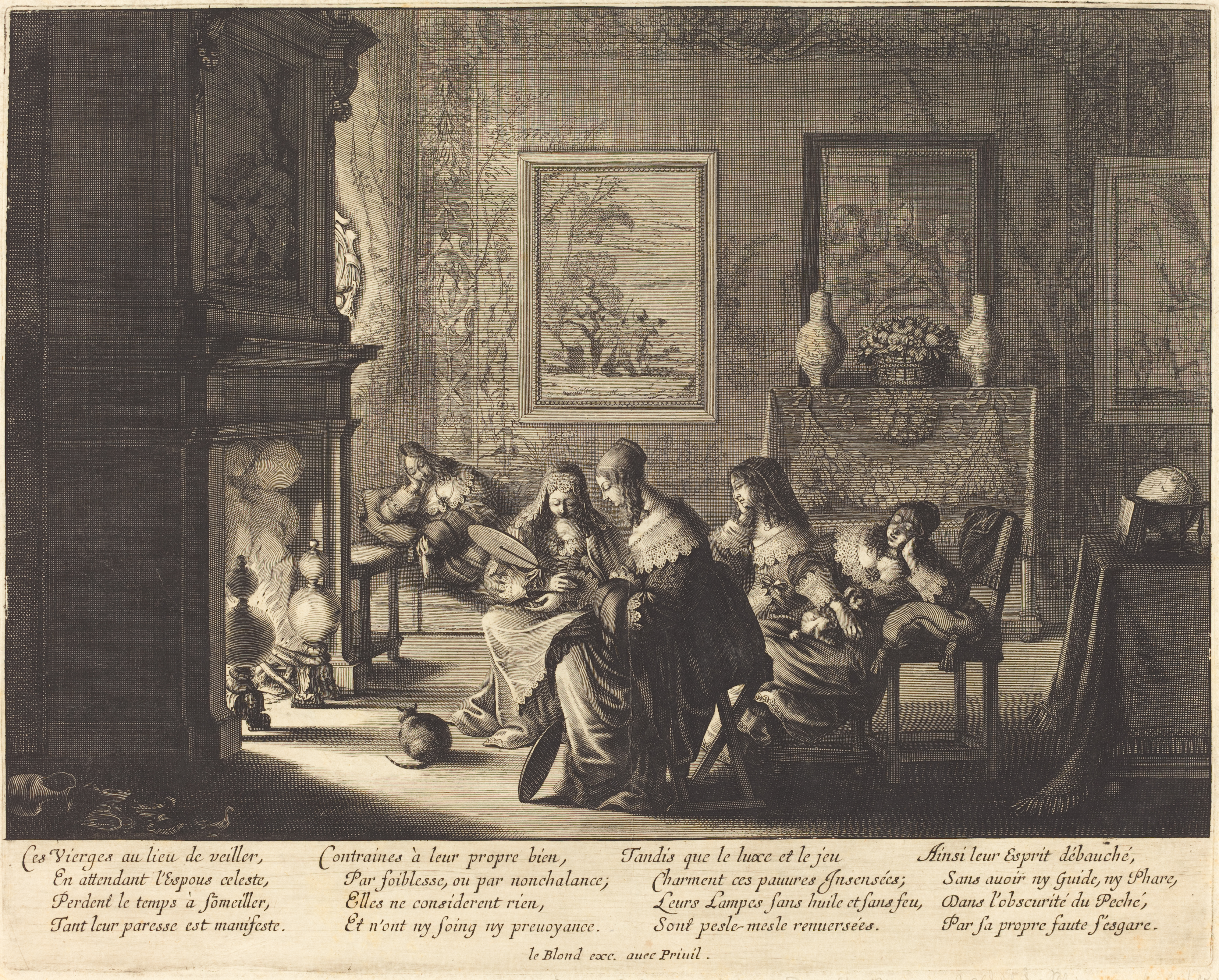
The Foolish Virgins Sleeping, etching on laid paper, plate: 25.4 x 32 cm (10 x 12 5/8 in.) sheet: 29.2 x 36.2 cm (11 1/2 x 14 1/4 in.) (نگارخانه ملی هنر (آمریکا))
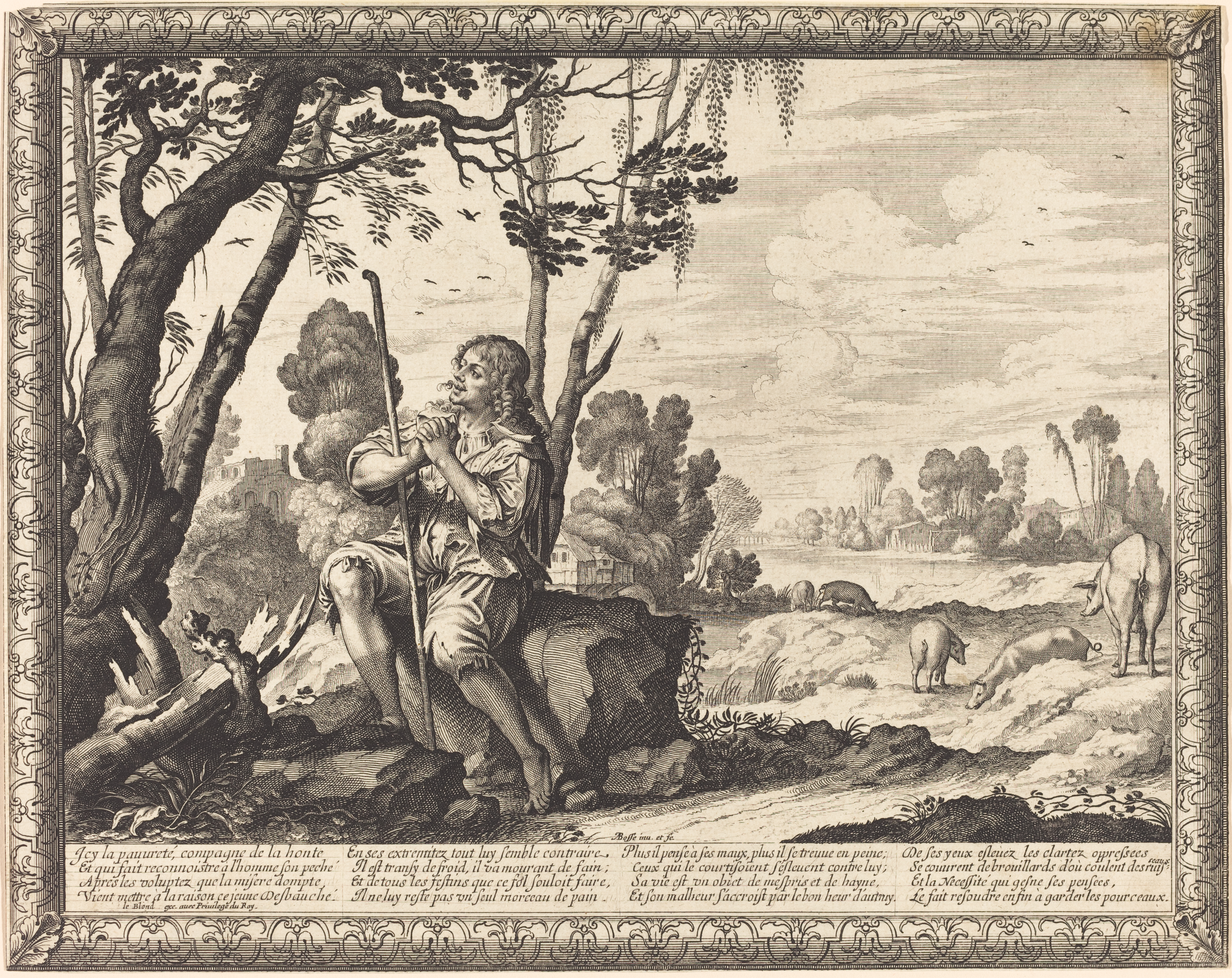
The Prodigal Son as a Swineherd, engraving (نگارخانه ملی هنر (آمریکا))
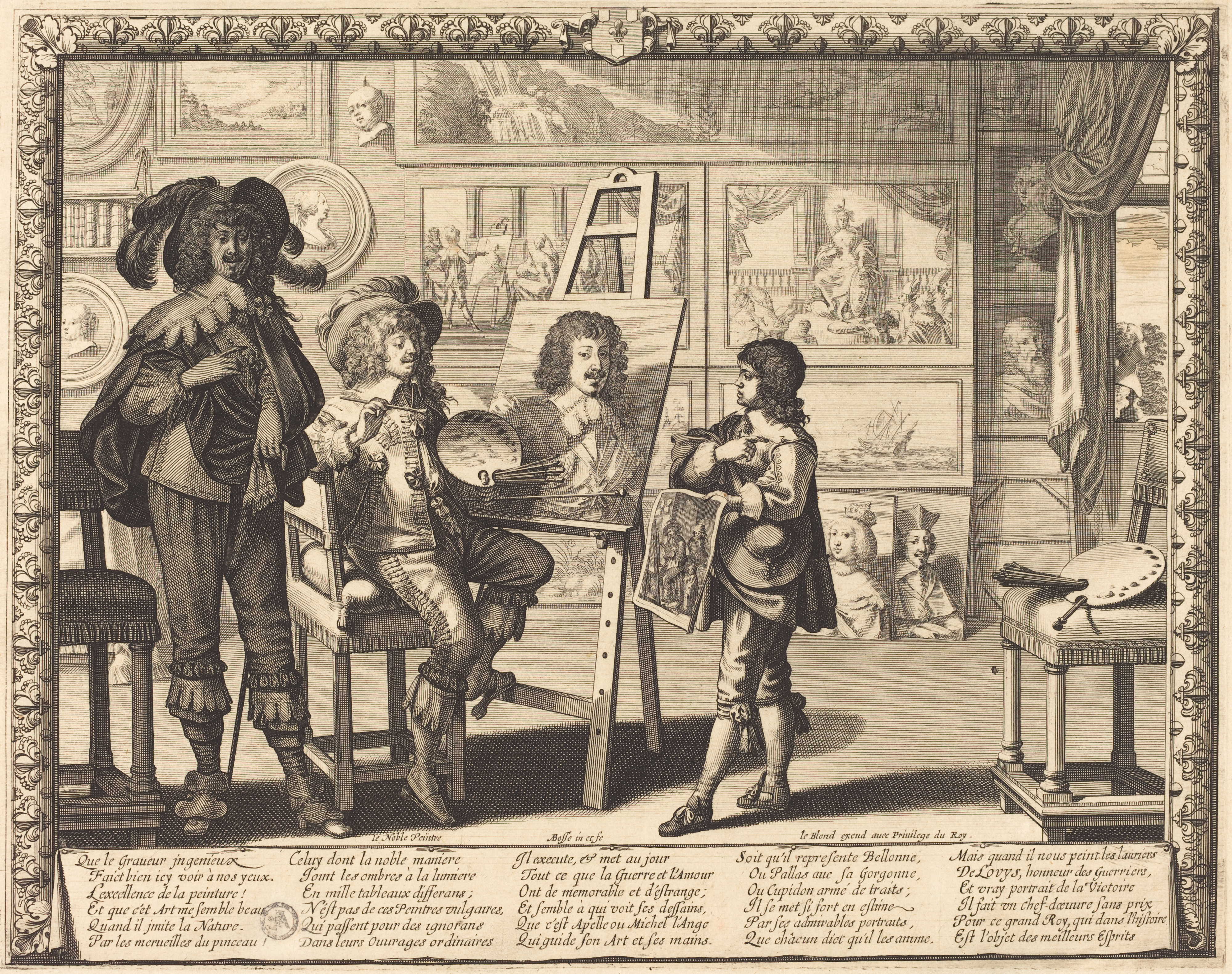
Le Noble Peintre, 1642, etching on laid paper, plate: 9 7/8 x 12 11/16 in. (25.1 x 32.2 cm), sheet: 26.4 x 33.3 cm (10 3/8 x 13 1/8 in.) (نگارخانه ملی هنر (آمریکا))
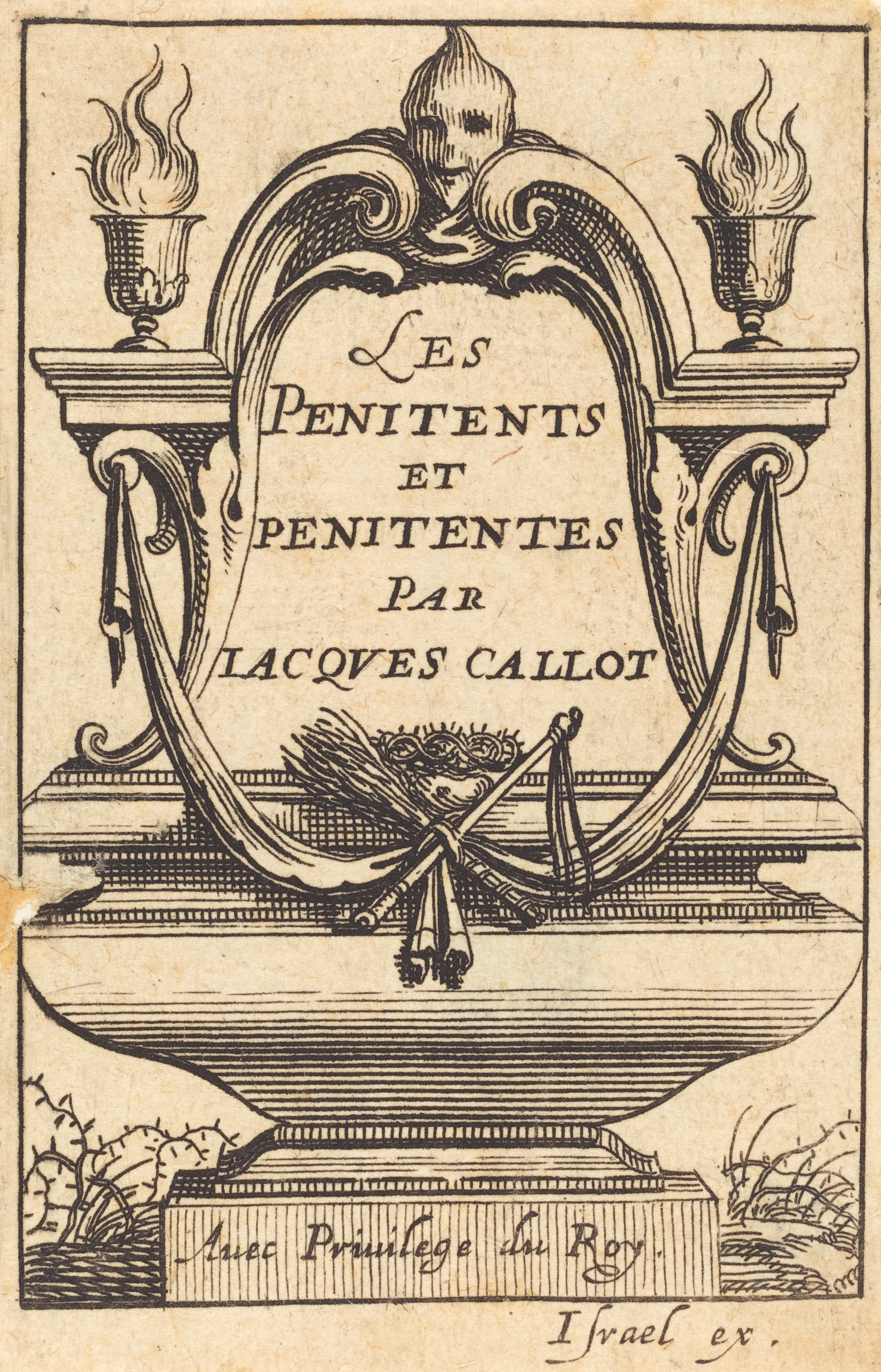
Frontispiece for Callot's "The Penitents", etching and engraving (نگارخانه ملی هنر (آمریکا))
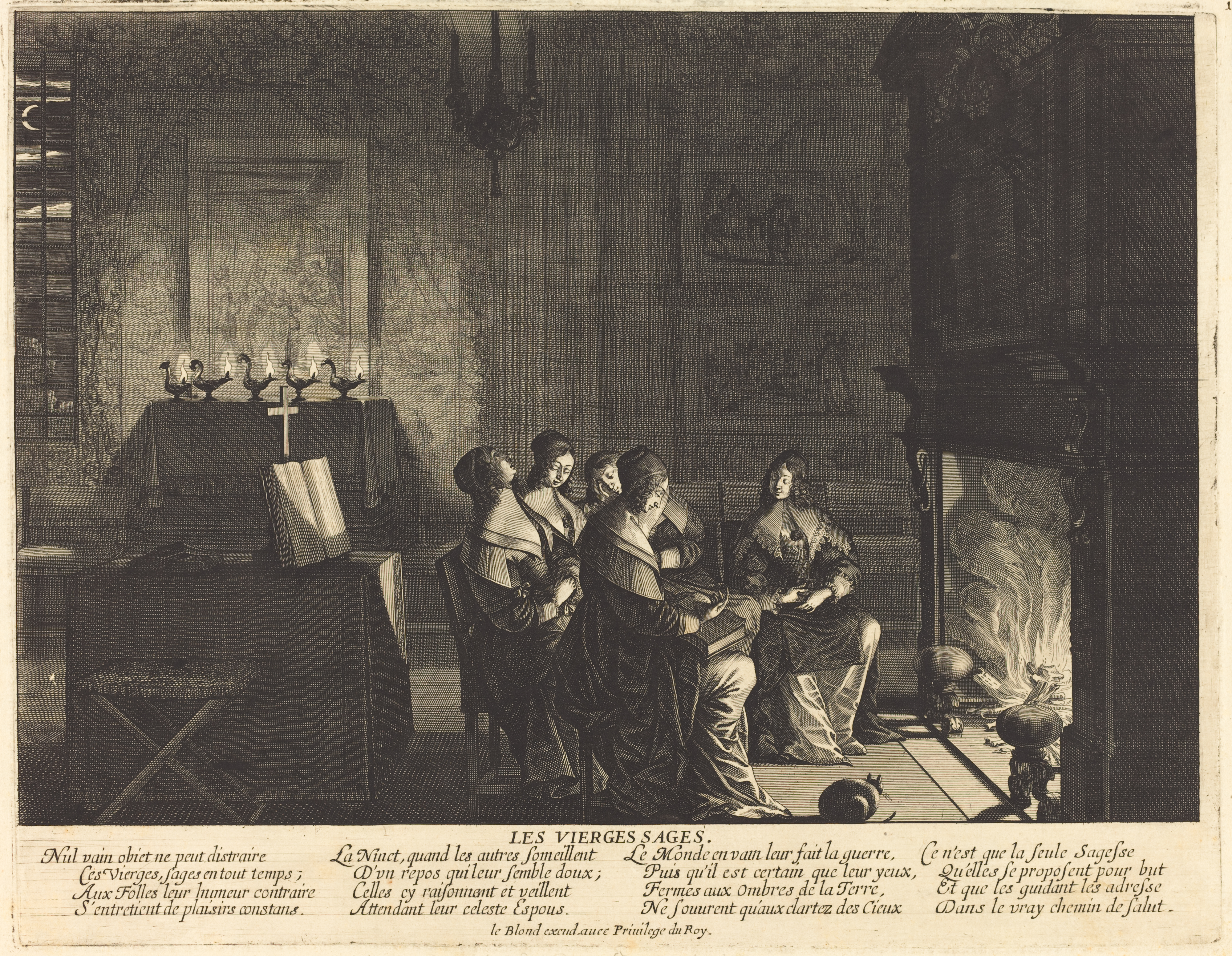
The Wise Virgins before the Fire, etching on laid paper, plate: 26 x 33 cm (10 1/4 x 13 in.) (نگارخانه ملی هنر (آمریکا))
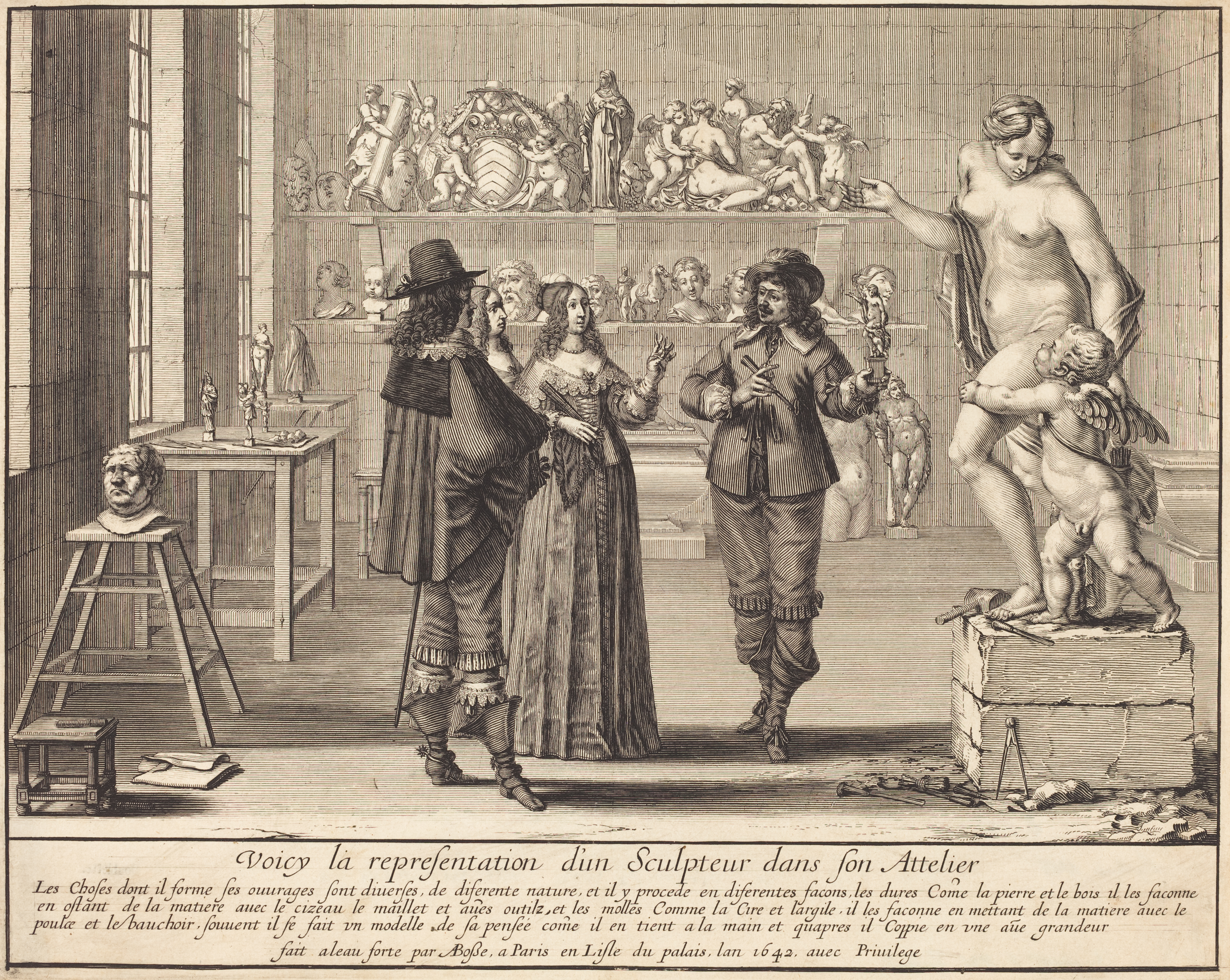
A Sculptor in His Atelier, 1642, etching, plate: 25.8 x 32.5 cm (10 3/16 x 12 13/16 in.) (نگارخانه ملی هنر (آمریکا))